# Gibibyte
Gibibyte là một bội số của đơn vị byte cho thông tin kỹ thuật số. Nó là một đơn vị trong tiền tố nhị phân xác định bởi Ủy ban kỹ thuật điện quốc tế (IEC). Ký hiệu đơn vị là GiB.
Tiền tố Gibi (ký hiệu Gi) thể hiện phép nhân của 10243, vì thế:
1 GibiByte = 230 byte = 1073741824Bytes = 1024 mebibyte
Gibibyte liên quan chặt chẽ đến GigaByte (GB). 1 GB được quy định là 109 byte = 1000000000bytes, nhưng dễ bị hiểu lầm thành Gigabit (Gb). Tuy nhiên, 1 Gigabit (Gb) chỉ 125 000 000 bytes. GibiByte được sử dụng như một từ đồng nghĩa với GibiByte trong một số hoàn cảnh. 1GiB ≈ 1.074GB. 1024 GibiBytes tương đương với một TebiByte.
Tiền tố nhị phân đang càng được sử dụng trong tài liệu kỹ thuật và phần mềm nguồn mở, và là một phần của International System of Quantities.
Đơn vị này được sử dụng để đo lường máy tính, tuy nhiên, RAM điện thoại thông minh và máy tính bảng, dung lượng của ổ đĩa flash USB, tốc độ internet và ổ đĩa SSD thường sử dụng Gigabit thay vì GigaByte.